# Ulrich Neuhaus
Ulrich Neuhaus (* 22. Oktober 1910 in Görlitz; † 24. März 1965 in West-Berlin) war ein deutscher Agrarwissenschaftler und Hochschullehrer.

## Leben und Wirken
Neuhaus stammte aus der preußischen Provinz Schlesien. Nach dem Schulbesuch ging er zum Studium nach Berlin. Dort promovierte er 1938 zum Dr. agr. Das Thema seiner Dissertation lautete „Vergleichende Untersuchungen zur Ermittlung des Rendements an Hand der Waschergebnisse einzelner Proben“.
1952 wurde Neuhaus Assistent am Lehrstuhl für Tierzüchtung und Haustiergenetik der Technischen Universität Berlin. 1955 erlangte er dort eine Privatdozentur mit der Habilschrift „Untersuchungen zur Physiologie der Milchsekretion“. 1959 erreichte er die Verbeamtung und 1960 die Ernennung zum Wissenschaftlichen Rat. Ab Mai 1961 bis zu seinem Tod im 55. Lebensjahr war Neuhaus außerplanmäßiger Professor für Anatomie, Physiologie, Milchwirtschaft und Tierzucht in den Entwicklungsländern am Lehrstuhl für Tierzüchtung und Haustiergenetik an der Technischen Universität Berlin. 
Bekannt wurde er insbesondere durch sein Buch von der Milch mit dem Titel Des Lebens weiße Quellen, das 1954 in erster Auflage erschien.